# Perdana Global Peace Organization
L'organizzazione Perdana Global Peace Organisation è un'organizzazione non governativa pacifista. Annovera al suo interno pacifisti di vari paesi mondiali ed è presieduta da Mahathir Mohamad, ex primo ministro malesiano e fortemente schierato a favore della causa palestinese tanto.

## Iniziative
L'organizzazione ha partecipato con la sua nave Rachel Corrie alla Freedom Flotilla per Gaza, protagonista dell'Incidente della Freedom Flotilla; sulla nave erano presenti tra l'altro i suoi membri Shamsul Akmar, Matthias Chang e Ahmad Faizal Azumuhas, oltre al Nobel Mairead Maguire, e al già assistente del Segretario Generale dell'ONU Denis Halliday.

## Personalità dell'organizzazione
- Mahathir Mohamad, Presidente
- Imam Feisal Abdul Rauf, presidente dell'American Society for Muslim Advancement (ASMA Society)[4] ed Imam della Masjid Al-Farah, una moschea situata a New York, a poche centinaia di metri da Ground Zero[5]
- Prof Francis A. Boyle
- Dr. Helen Caldicott
- Matthias Chang
- Prof Michel Chossudovsky
- Prof Shad Saleem Faruqi
- Denis J. Halliday
- Mukhriz Mahathir
- Dr Chandra Muzaffar
- Dato' Michael O.K. Yeoh
- Hans-Christof Von Sponeck